# 35
Évszázadok: i. e. 1. század – 1. század – 2. század
Évtizedek: i. e. 10-es évek – i. e. 1-es évek – 1-es évek – 10-es évek – 20-as évek – 30-as évek – 40-es évek – 50-es évek – 60-as évek – 70-es évek – 80-as évek
Évek: 30 – 31 – 32 – 33 –  34 – 35 – 36 – 37 – 38 – 39 – 40

## Események

### Római Birodalom
- Caius Cestius Gallust (helyettese júliustól Decimus Valerius Asiaticus) és Marcus Servilius Nonianust (helyettese Aulus Gabinius Secundus) választják consulnak.
- II. Artabanosz pártus király hadsereget küld Örményországba és legidősebb fiát, I. Arszakészt ülteti az ország trónjára.
- Tiberius császár I. Pharaszmanész ibériai király öccsét, Mithridatészt nevezi ki Örményország királyává. I. Arszakészt szolgái megmérgezik, így helyét öccse, Orodész veszi át és nagy sereggel Mithridatész ellen vonul (mindkét oldalon egymással rivális törzsekbe tartozó szarmata zsoldosok is harcolnak), de vereséget szenved.
- Az Artabanosszal elégedetlen pártus arisztokrácia követséget küld Tiberiushoz és a királyi dinasztiából való uralkodót kérnek tőle; Tiberius III. Tiridatészt (IV. Phraatész unokáját) küldi, aki túszként Rómában nevelkedett. Tiridatészt Lucius Vitellius kíséri (akit egyúttal Syria helytartójává neveznek ki). A pártus ellenzéknek sikerül elűznie az örményországi vereség után meggyengült Artabanoszt, de Tiridatésznek nem sikerül népszerűvé válnia, mert római bábnak tartják. Artabanosz hamarosan visszatér, ellenfele pedig visszamenekül Syriába.
- Rómában folytatódnak a politikai üldözések. Granius Marcianus szenátor, Tarius Gratianus volt praetor, Trebellienus Rufus és Sextius Paconianus a nevesebb áldozatai a tisztogatásoknak és felségsértési pereknek.

## Születések
- Marcus Fabius Quintilianus, római rétor
- Statilia Messalina, Nero császár harmadik felesége

## Halálozások
- I. Arszakész, örmény király